# Hôpital Infante Leonor
L’hôpital Infante Leonor (en espagnol : Hospital Infanta Leonor) est un hôpital public situé à Madrid. Il dépend du Service madrilène de santé (SERMAS).
Ouvert le 29 février 2008, il fait partie d'une série de huit hôpitaux régionaux construits sous le régime du partenariat public-privé.